# Голашовице
Голашовице (чеш. Holašovice, нем. Hollschowitz) — 
образец традиционной центральноевропейской деревни. Голашовице расположена в 15 километрах к западу от Ческе-Будеёвице, в одноимённой общине Южночешского края. В деревне представлены множество сельских зданий XVIII—XIX веков в стиле, известном как южно-чешское народное барокко. В 1998 году деревня была признана памятником Всемирного наследия ЮНЕСКО в Чехии.

## История
В письменных источниках Голашовице впервые упоминается в 1263 году. В 1291 году
король Чехии Вацлав II передал Голешовице (в числе ряда других)
цистерцианскому монастырю в Вишши-Броде (район Чески-Крумлов). Деревня оставалась в монастырской собственности до 1848 года.

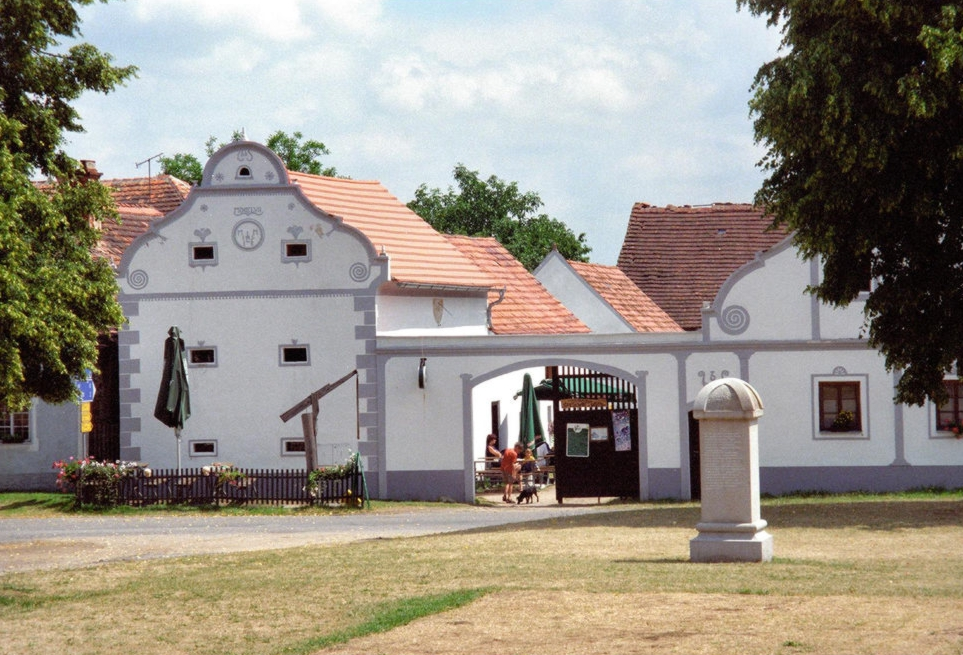
Голашовице.

Между 1520 и 1525 годами население Голашовице было полностью уничтожено эпидемией бубонной чумы. В память об этом событии в северной части поселения был установлен чумной столб. Согласно монастырским записям, из всех жителей уцелели всего два человека. К 1530 году Голашовице начинают заселять переселенцами из Австрии и Баварии, в результате чего деревня стала немецкоговорящей областью в чешскоговорящей стране: к 1895 году в Голашовице насчитывалось 157 жителей немецкого этнического происхождения и 19 чешского.

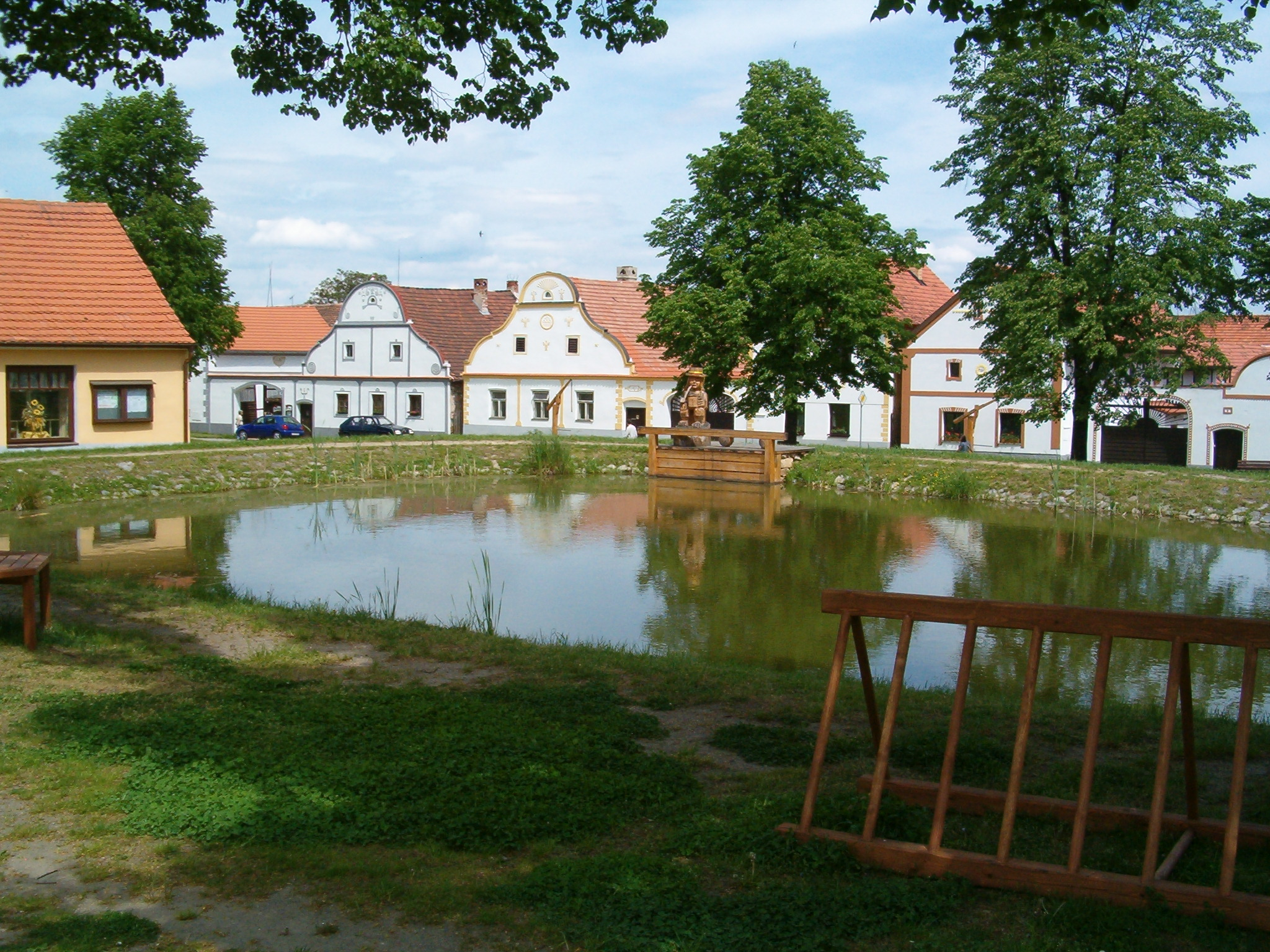
Голашовице.

После Второй мировой войны дома и фермы Голашовице пришли в упадок, а в образовавшейся Чехословацкой Социалистической Республике вообще были заброшены. С 1990 года деревня была восстановлена и заселена. В настоящее время в ней насчитывается около 140 жителей.

## Особенности
В Голашовице имеется типичная для южночешских сёл площадь, окружённая каменными дворами, 28 домов одинаковой концепции начала и середины XIX века. В центре прямоугольной площади (в длину около 200 м, в ширину 70 м) расположен небольшой пруд. Данная площадь представляет собой один из наиболее сохранившихся комплексов народной архитектуры деревенских построек.